# Zgarda
Zgarda – rodzaj naszyjnika z odlewanych, mosiężnych krzyżyków. Ozdoba z tradycji stroju huculskiego. W powszechnym użytku od połowy XIX wieku do lat 30. XX wieku.
Zgardami nazywano również naszyjniki z mosiężnych blaszek lub monet. Zgarda mogła składać się z jednego, dwóch lub trzech rzędów różnej wielkości krzyży, ułożonych symetrycznie od największego w środku ku mniejszym na zewnątrz lub wszystkie krzyże o jednakowej wielkości.
Krzyżyki odlewano metodą wosku traconego. Materiałem używanym w produkcji był najczęściej mosiądz, rzadziej srebro lub tzw. bakfon, czyli stop miedzi (40%), cynku (25%) i niklu (35%). Ten imitujący srebro stop sprowadzony został do Europy w pierwszej połowie XVIII wieku z Chin, dlatego też określano go często chińską nazwą pakfong.
Krzyżyki w zgardach były łączone mosiężnymi łańcuszkami tzw. „retiźky” oraz oddzielane „pereliżkami” – rurkami sporządzonymi ze skręconego drutu. Krzyżyki bywały także nanizywane na naszyjniki z paciorków ze szkła weneckiego lub noszone pojedynczo.

## Galeria

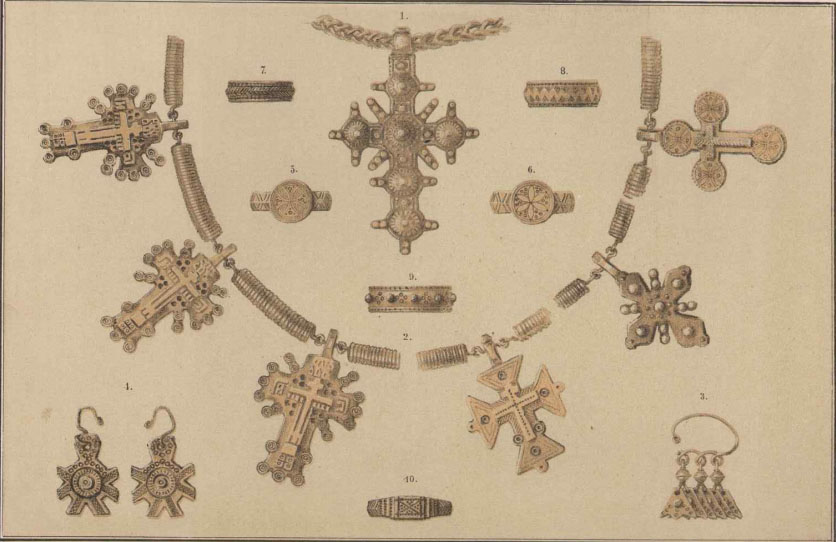
Zgardy
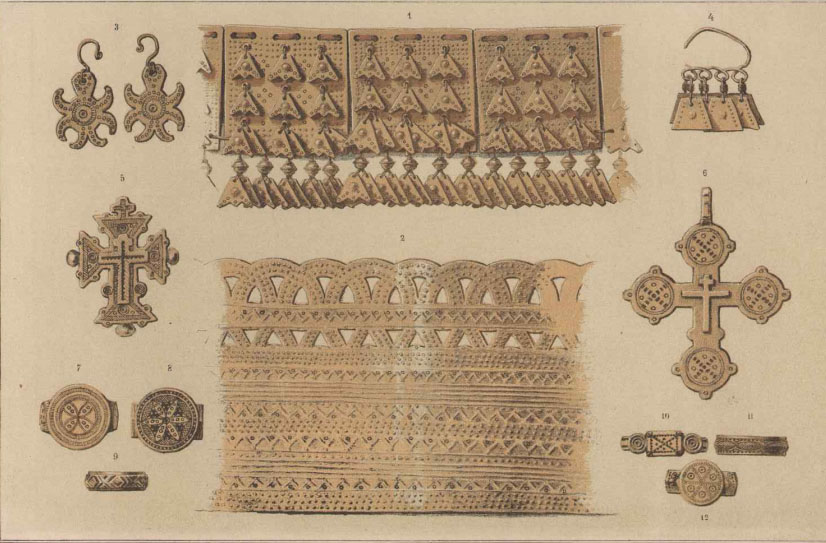
nr 5,6 - krzyżyki do zgardy
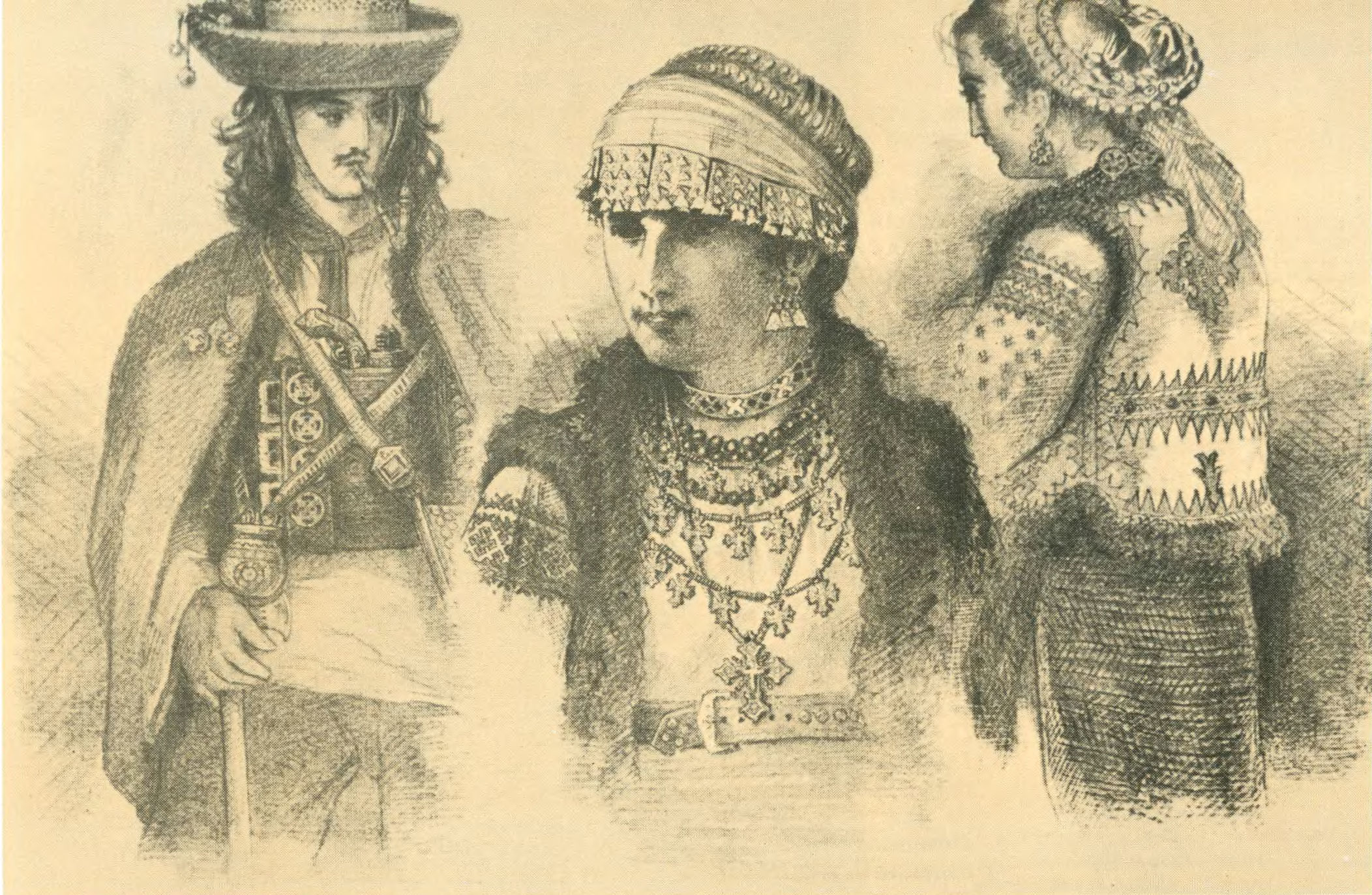
Zgarda widoczna w stroju kobiecym
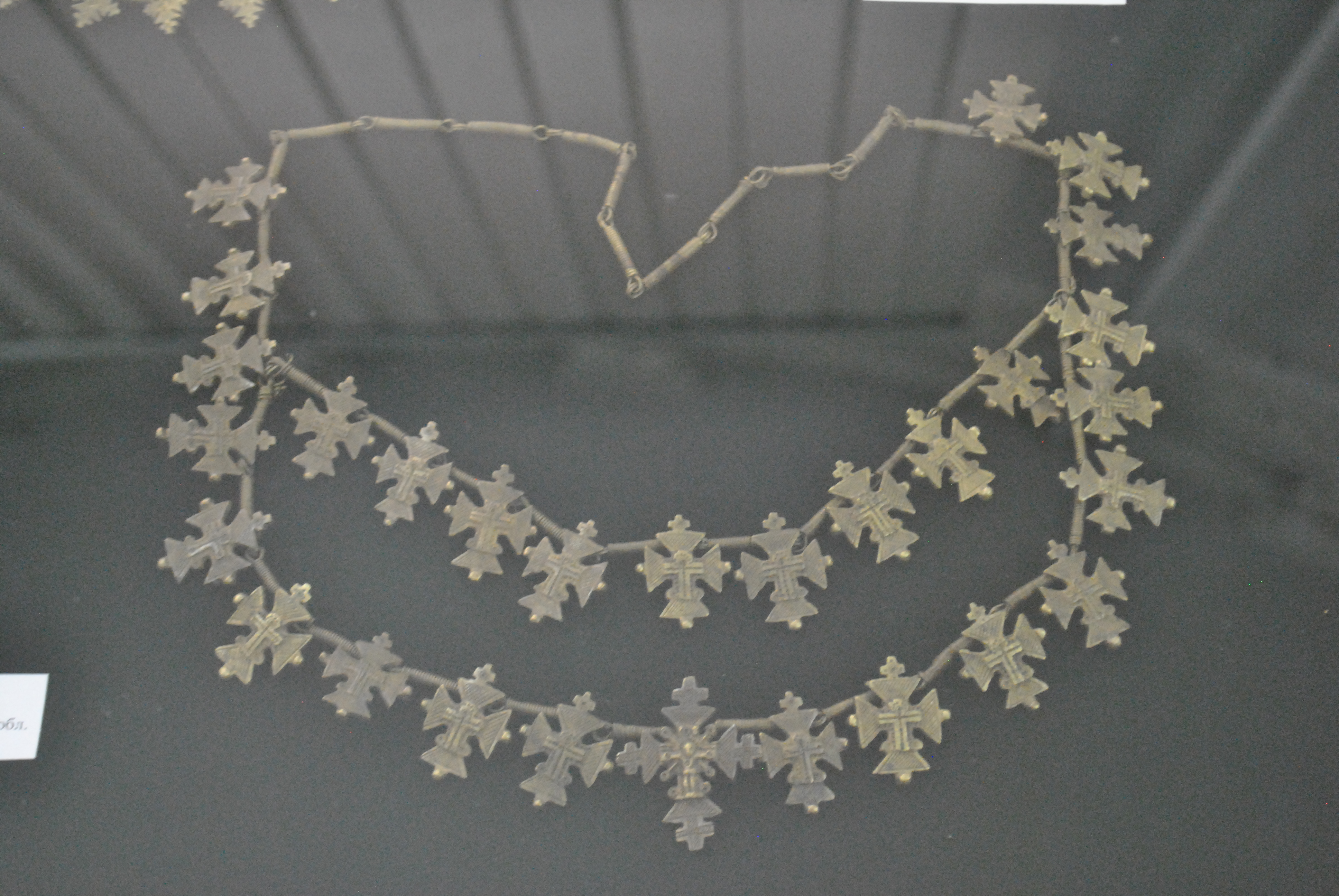
Zgardy - XVIII/XIX w.